# مت گوترل
مت گوترل (انگلیسی: Matt Gotrel؛ زادهٔ ۱ مارس ۱۹۸۹) قایقران روئینگ اهل بریتانیا است.
وی در مسابقات کشوری و بین‌المللی در مجموع برندهٔ ۳ مدال طلا شده‌است.